# Чёрный Бугор
Чёрный Бугор — посёлок в Володарском районе Астраханской области России. Входит в состав Большемогойского сельсовета. Население 20 человек (2010), 50 % из них — казахи, 44 % — русские .

## География
Чёрный Бугор расположено в юго-восточной части Астраханской области, в дельте реки Волги и находится у р. Сарбай. Река разделяет Чёрный Бугор и с. Большой Могой. Уличная сеть состоит из одного географического объекта: ул. Заливная, протяжённостью 3,5 км.
Площадь — 83,5 га. Плотность населения составляет 0,2 чел/га, на селитебной территории — 5,3 чел/га.
Абсолютная высота 26 метров ниже уровня моря
.
Климат
резко континентальный с жарким сухим летом, холодной и малоснежной зимой, самый жаркий месяц — июль. Абсолютный максимум — 40 градусов. Самый холодный период — январь-февраль с абсолютным минимумом -40 градусов.

## Население
| 2002 | 2010 |
| ---- | ---- |
| 15   | ↗20  |

Национальный и гендерный состав
По данным Всероссийской переписи, в 2010 году численность населения составляла 20 человек (11 мужчин и 9 женщин, 55,0 и 45,0 %% соответственно).
Согласно результатам переписи 2002 года, в национальной структуре населения казахи составляли 50 %, русские 44 % от общей численности населения в 16 жителей.

## Инфраструктура
Подведено электричество. В селе имеется 9 дворов, 14 домов. Полностью отсутствует инфраструктура. Предлагается сохранить селение как базу для рыбаков, строительство коттеджей вдоль улицы.

## Транспорт
Подъездная дорога к автодороге регионального уровня 12 ОП РЗ 12Н 031 Володарский — Цветное. Остановка общественного транспорта «Чёрный Бугор».